# Darby Hendrickson
Darby Joseph Hendrickson (né le 28 août 1972 à Richfield dans l'État du Minnesota aux États-Unis) est un joueur professionnel de hockey sur glace devenu entraîneur. Il évoluait au poste de centre. 
Il est actuellement un des entraîneurs adjoint du Wild du Minnesota.

## Biographie
Il est repêché par les Maple Leafs de Toronto au 73e rang lors du repêchage d'entrée dans la LNH 1990 alors qu'il jouait pour l'école secondaire de Richfield. Il rejoint l'Université du Minnesota en 1991 et joue pour l'équipe de hockey des Golden Gophers. À sa première saison, il est nommé recrue de l'année de la WCHA. 
Après avoir joué avec les États-Unis lors des Jeux olympiques d'hiver de 1994 ayant lieu à Lillehammer, il passe professionnel en 1993-1994 en jouant pour les Maple Leafs de Saint-Jean de la Ligue américaine de hockey. La même saison, il fait ses débuts dans la Ligue nationale de hockey avec les Maple Leafs de Toronto lors des séries éliminatoires de la Coupe Stanley 1993.
Le 13 mars 1996, il est impliqué dans un échange à 6 joueurs : les Maple Leafs l'échangent aux Islanders de New York avec Sean Haggerty, Kenny Jönsson et un choix de premier tour pour le repêchage de 1997 contre Wendel Clark, Mathieu Schneider et D.J. Smith. Son passage avec les Islanders sera bref puisqu'il ne joue que 16 matchs vers la fin de la saison 1995-1996 avant d'être retourné aux Maple Leafs peu avant le début de la saison 1996-1997.
Il joue deux saisons avec les Maple Leafs avant d'être échangé lors de la saison 1998-1999 aux Canucks de Vancouver. Il passe une saison et demie à Vancouver avant d'être réclamé au repêchage d'expansion de 2000 par le Wild du Minnesota.
À sa première saison dans son État natal, il réalise sa meilleure saison en termes de buts (18) et de points (29). Le 25 février 2004, il est échangé à l'Avalanche du Colorado contre un choix de repêchage et termine la saison 2003-2004 en jouant 20 matchs avec l'équipe.
La saison 2004-2005 est annulée en raison d'un lock-out et il rejoint l'équipe lettone du HK Riga 2000 en compagnie de son ami et coéquipier avec le Wild Sergejs Žoltoks. Il quitte l'équipe au bout de sept matchs après la mort de Žoltoks, qui meurt durant une partie à cause d'une insuffisance cardiaque,.
Il termine sa carrière en jouant ses deux dernières saisons en Autriche avec l'équipe de EC Red Bull Salzbourg avant de se retirer en 2007.
Le 10 septembre 2010, il rejoint le Wild à titre d'entraîneur adjoint.

## Statistiques

### En club
| Saison     | Équipe                      | Ligue       |     | Saison régulière | Saison régulière | Saison régulière | Saison régulière | Saison régulière |   | Séries éliminatoires | Séries éliminatoires | Séries éliminatoires | Séries éliminatoires | Séries éliminatoires |
| Saison     | Équipe                      | Ligue       | PJ  | B                | A                | Pts              | Pun              | PJ               | B | A                    | Pts                  | Pun                  |                      |                      |
| 1991-1992  | Golden Gophers du Minnesota | NCAA        | 44  | 25               | 30               | 55               | 63               | -                | - | -                    | -                    | -                    |                      |                      |
| 1992-1993  | Golden Gophers du Minnesota | NCAA        | 31  | 12               | 15               | 27               | 35               | -                | - | -                    | -                    | -                    |                      |                      |
| 1993-1994  | Maple Leafs de Saint-Jean   | LAH         | 6   | 4                | 1                | 5                | 4                | 3                | 1 | 1                    | 2                    | 0                    |                      |                      |
| 1993-1994  | Maple Leafs de Toronto      | LNH         | -   | -                | -                | -                | -                | 2                | 0 | 0                    | 0                    | 0                    |                      |                      |
| 1994-1995  | Maple Leafs de Saint-Jean   | LAH         | 59  | 16               | 20               | 36               | 48               | -                | - | -                    | -                    | -                    |                      |                      |
| 1994-1995  | Maple Leafs de Toronto      | LNH         | 8   | 0                | 1                | 1                | 4                | -                | - | -                    | -                    | -                    |                      |                      |
| 1995-1996  | Maple Leafs de Toronto      | LNH         | 46  | 6                | 6                | 12               | 47               | -                | - | -                    | -                    | -                    |                      |                      |
| 1995-1996  | Islanders de New York       | LNH         | 16  | 1                | 4                | 5                | 33               | -                | - | -                    | -                    | -                    |                      |                      |
| 1996-1997  | Maple Leafs de Saint-Jean   | LAH         | 12  | 5                | 4                | 9                | 21               | -                | - | -                    | -                    | -                    |                      |                      |
| 1996-1997  | Maple Leafs de Toronto      | LNH         | 64  | 11               | 6                | 17               | 47               | -                | - | -                    | -                    | -                    |                      |                      |
| 1997-1998  | Maple Leafs de Toronto      | LNH         | 80  | 8                | 4                | 12               | 67               | -                | - | -                    | -                    | -                    |                      |                      |
| 1998-1999  | Maple Leafs de Toronto      | LNH         | 35  | 2                | 3                | 5                | 30               | -                | - | -                    | -                    | -                    |                      |                      |
| 1998-1999  | Canucks de Vancouver        | LNH         | 27  | 2                | 2                | 4                | 22               | -                | - | -                    | -                    | -                    |                      |                      |
| 1999-2000  | Crunch de Syracuse          | LAH         | 20  | 5                | 8                | 13               | 16               | -                | - | -                    | -                    | -                    |                      |                      |
| 1999-2000  | Canucks de Vancouver        | LNH         | 40  | 5                | 4                | 9                | 14               | -                | - | -                    | -                    | -                    |                      |                      |
| 2000-2001  | Wild du Minnesota           | LNH         | 72  | 18               | 11               | 29               | 36               | -                | - | -                    | -                    | -                    |                      |                      |
| 2001-2002  | Wild du Minnesota           | LNH         | 68  | 9                | 15               | 24               | 50               | -                | - | -                    | -                    | -                    |                      |                      |
| 2002-2003  | Wild du Minnesota           | LNH         | 28  | 1                | 5                | 6                | 8                | 17               | 2 | 3                    | 5                    | 4                    |                      |                      |
| 2003-2004  | Wild du Minnesota           | LNH         | 14  | 1                | 0                | 1                | 6                | -                | - | -                    | -                    | -                    |                      |                      |
| 2003-2004  | Aeros de Houston            | LAH         | 31  | 4                | 5                | 9                | 19               | -                | - | -                    | -                    | -                    |                      |                      |
| 2003-2004  | Avalanche du Colorado       | LNH         | 20  | 1                | 3                | 4                | 6                | 6                | 1 | 0                    | 1                    | 2                    |                      |                      |
| 2004-2005  | HK Riga 2000                | Lettonie    | 1   | 1                | 1                | 2                | 0                | -                | - | -                    | -                    | -                    |                      |                      |
| 2004-2005  | HK Riga 2000                | Biélorussie | 6   | 2                | 2                | 4                | 26               | -                | - | -                    | -                    | -                    |                      |                      |
| 2005-2006  | EC Red Bull Salzbourg       | EBEL        | 31  | 9                | 10               | 19               | 12               | -                | - | -                    | -                    | -                    |                      |                      |
| 2006-2007  | EC Red Bull Salzbourg       | EBEL        | 56  | 10               | 28               | 38               | 54               | 7                | 0 | 1                    | 1                    | 12                   |                      |                      |
| Totaux LNH | Totaux LNH                  | Totaux LNH  | 518 | 65               | 64               | 129              | 370              | 25               | 3 | 3                    | 6                    | 6                    |                      |                      |

### En équipe nationale
Il a représenté les États-Unis au niveau international.
| Année | Compétition          |   | PJ | B | A | Pts | Pun                |  | Résultat |
| 1994  | Jeux olympiques      | 8 | 0  | 0 | 0 | 6   | 8e place           |  |          |
| 1996  | Championnat du monde | 8 | 1  | 1 | 2 | 4   | Médaille de bronze |  |          |
| 1997  | Championnat du monde | 8 | 0  | 1 | 1 | 8   | 6e place           |  |          |
| 1999  | Championnat du monde | 6 | 0  | 2 | 2 | 0   | 6e place           |  |          |
| 2000  | Championnat du monde | 7 | 1  | 1 | 2 | 12  | 5e place           |  |          |
| 2001  | Championnat du monde | 9 | 3  | 3 | 6 | 4   | 4e place           |  |          |

## Trophées et honneurs personnels
- 1991-1992 : nommé recrue de l'année de la WCHA.
- 1992-1993 : champion de la WCHA avec les Golden Gophers du Minnesota.